# Falconius clavitarsis
Falconius clavitarsis är en insektsart som först beskrevs av Bolívar, I. 1887.  Falconius clavitarsis ingår i släktet Falconius och familjen torngräshoppor. Inga underarter finns listade i Catalogue of Life.